# Dienbendé
Ne doit pas être confondu avec Dienbendé-Diori.
Dienbendé est une commune située dans le département de Soudougui de la province de Koulpélogo dans la région du Centre-Est au Burkina Faso.